# Seseli viarum
Seseli viarum är en flockblommig växtart som beskrevs av Calest. Seseli viarum ingår i släktet säfferötter, och familjen flockblommiga växter. Inga underarter finns listade i Catalogue of Life.